# HD 110014 c
HD 110014 c  es el nombre provisional de un planeta extrasolar masivo descubierto el 19 de agosto de 2015 por la estudiante del Doctorado en Ciencias mención Astronomía de la Universidad de Chile, Maritza Soto. Se ubica a 293 años luz de la tierra y su masa es 3 veces mayor que la de Júpiter. Gira alrededor de una gigante roja, la estrella Ji Virginis de la constelación de Virgo en torno a la cual ya existía otro planeta extrasolar descubierto en 2009 que ha sido designado como HD 110014 b.

## Observación
Este planeta se había detectado antes, en 2004 y 2011, pero los datos no fueron tenidos en cuenta. En 2015, al revisar mejor los datos archivados en Southern Observatory, se observó la presencia de un "objeto". El descubrimiento se hizo utilizando principalmente datos del espectrógrafo FEROS, que está en el telescopio de 2.2 metros del Observatorio La Silla de la ESO. El planeta sigue en estudio al ser un descubrimiento reciente.